# Alexis Jordan (album)
Alexis Jordan is het debuutalbum van de Amerikaanse zangeres Alexis Jordan. In Nederland kwam het album in navolging van haar debuutsingle Happiness.

## Inhoud
| Nr. | Titel                  | Schrijver(s)                                                         | Producer(s)         | Duur |
| --- | ---------------------- | -------------------------------------------------------------------- | ------------------- | ---- |
| 1.  | Happiness              | Mikkel S. Eriksen, Tor Erik Hermansen, Deadmau5, Autumn Rowe         | StarGate            | 4:03 |
| 2.  | Good girl              | Eriksen, Hermansen, Sandy Wilhelm, Espen Lind, Amund Björklund, Rowe | StarGate, Sandy Vee | 3:56 |
| 3.  | How You Like Me Now    | Eriksen, Hermansen, August Rigo                                      | StarGate            | 3:13 |
| 4.  | Say That               | Eriksen, Hermansen, Lind, Björklund, Johntá Austin                   | StarGate            | 3:23 |
| 5.  | Love Mist              | Eriksen, Hermansen, Ricky Blaze                                      | StarGate            | 3:19 |
| 6.  | Habit                  | Eriksen, Hermansen, Crystal Johnson                                  | StarGate            | 3:35 |
| 7.  | Hush Hush              | Eriksen, Hermansen, Wilhelm, Rowe                                    | StarGate, Sandy Vee | 3:42 |
| 8.  | High Road              | Nik Roos, Martijn van Sonderen, Thijs de Vlieger, LaShawn Daniels    | Nightwatch          | 3:07 |
| 9.  | Shout Shout            | Eriksen, Hermansen, Roland Orzabal, Ian Stanley, Rigo & Meti         | StarGate            | 4:08 |
| 10. | Laying Around          | Eriksen, Hermansen, Shaffer Smith                                    | StarGate            | 4:01 |
| 11. | The Air That I Breathe | Lind, Björklund, Claude Kelly                                        | Espionage           | 4:06 |

## Hitnoteringen

### NederlandseAlbum Top 100
| Hitnotering: (Week 1 t/m 2) 30-04-2011 t/m 07-05-2011 Hitnotering: (Week 3 t/m 23) 21-05-2011 t/m 08-10-2011 | Hitnotering: (Week 1 t/m 2) 30-04-2011 t/m 07-05-2011 Hitnotering: (Week 3 t/m 23) 21-05-2011 t/m 08-10-2011 | Hitnotering: (Week 1 t/m 2) 30-04-2011 t/m 07-05-2011 Hitnotering: (Week 3 t/m 23) 21-05-2011 t/m 08-10-2011 | Hitnotering: (Week 1 t/m 2) 30-04-2011 t/m 07-05-2011 Hitnotering: (Week 3 t/m 23) 21-05-2011 t/m 08-10-2011 | Hitnotering: (Week 1 t/m 2) 30-04-2011 t/m 07-05-2011 Hitnotering: (Week 3 t/m 23) 21-05-2011 t/m 08-10-2011 | Hitnotering: (Week 1 t/m 2) 30-04-2011 t/m 07-05-2011 Hitnotering: (Week 3 t/m 23) 21-05-2011 t/m 08-10-2011 | Hitnotering: (Week 1 t/m 2) 30-04-2011 t/m 07-05-2011 Hitnotering: (Week 3 t/m 23) 21-05-2011 t/m 08-10-2011 | Hitnotering: (Week 1 t/m 2) 30-04-2011 t/m 07-05-2011 Hitnotering: (Week 3 t/m 23) 21-05-2011 t/m 08-10-2011 | Hitnotering: (Week 1 t/m 2) 30-04-2011 t/m 07-05-2011 Hitnotering: (Week 3 t/m 23) 21-05-2011 t/m 08-10-2011 | Hitnotering: (Week 1 t/m 2) 30-04-2011 t/m 07-05-2011 Hitnotering: (Week 3 t/m 23) 21-05-2011 t/m 08-10-2011 | Hitnotering: (Week 1 t/m 2) 30-04-2011 t/m 07-05-2011 Hitnotering: (Week 3 t/m 23) 21-05-2011 t/m 08-10-2011 | Hitnotering: (Week 1 t/m 2) 30-04-2011 t/m 07-05-2011 Hitnotering: (Week 3 t/m 23) 21-05-2011 t/m 08-10-2011 | Hitnotering: (Week 1 t/m 2) 30-04-2011 t/m 07-05-2011 Hitnotering: (Week 3 t/m 23) 21-05-2011 t/m 08-10-2011 | Hitnotering: (Week 1 t/m 2) 30-04-2011 t/m 07-05-2011 Hitnotering: (Week 3 t/m 23) 21-05-2011 t/m 08-10-2011 |
| Week: | 1 | 2 | | 3 | 4 | 5 | 6 | 7 | 8 | 9 | 10 | 11 | 12 |
| --- | --- | --- | --- | --- | --- | --- | --- | --- | --- | --- | --- | --- | --- |
| Positie: | 80 | 98 | uit | 71 | 73 | 65 | 58 | 61 | 73 | 68 | 66 | 68 | 72 |
| Week: | 13 | 14 | 15 | 16 | 17 | 18 | 19 | 20 | 21 | 22 | 23 | | |
| Positie: | 23 | 22 | 21 | 29 | 51 | 39 | 53 | 78 | 80 | 91 | 91 | uit | |

### VlaamseUltratop 100Albums
| Hitnotering: 13-08-2011 t/m 27-08-2011 | Hitnotering: 13-08-2011 t/m 27-08-2011 | Hitnotering: 13-08-2011 t/m 27-08-2011 | Hitnotering: 13-08-2011 t/m 27-08-2011 | Hitnotering: 13-08-2011 t/m 27-08-2011 |
| Week:                                  | 1                                      | 2                                      | 3                                      |                                        |
| -------------------------------------- | -------------------------------------- | -------------------------------------- | -------------------------------------- | -------------------------------------- |
| Positie:                               | 87                                     | 88                                     | 96                                     | uit                                    |